# Aeroporto di Pärnu
L'Aeroporto di Pärnu (IATA: EPU - ICAO EEPU) è un aeroporto dell'Estonia. L'aerostazione è situata a 4 km dalla città estone di Pärnu.

## Storia
Nell'ottobre del 1937, il consiglio comunale cittadino della città estone,  designò un'area di 0,28 km²per la costruzione di un aeroporto cittadino, in considerazione del fatto che nell'Estonia indipendente, la città di Parnü, si stava sviluppando velocemente come centro turistico e urbano. Le operazioni di costruzione iniziarono nel 1939.
Durante l'occupazione sovietica, la struttura venne requisita dalle forze militari sovietiche e nell'aeroporto si installò l'Aeronautica sovietica, che ne fece una propria base. Fu impiegata per intercettare velivoli militari nemici, e vi operò l'armata sovietica 366 IAP (366º  Reggimento dell'Aviazione intercettante), che utilizzava MiG-23.
La compagnia sovietica allora operante era la Aeroflot che era solita operare con voli domestici tra i centri estoni di Tartu-Viljandi-Pärnu-Kingissepa (ora Kuressaare). Durante l'epoca sovietica venivano utilizzati dei vetusti ed insicuri biplani, della Antonov.
Ma nel 1992 un anno dopo il restauro dell'indipendenza estone e la fine dell'occupazione straniera sovietica, il ricostituito Ministero della Difesa Estone, decise di chiudere l'aeroporto militare sovietico di vigilanza, considerando che entro un breve termine i sovietici avrebbero dovuto lasciare il paese. Si pensò quindi di costruire un nuovo aeroporto civile sul luogo di quello militare e ormai vetusto. Dal 1º luglio 1997  voli civili regolari iniziarono ad operare, sfruttando le vecchie piste di decollo ed atterraggio, già utilizzate nel passato per scopi militari sovietici, che per l'occasione furono completamente ristrutturate dal governo estone.

## Attuali servizi
Attualmente la piccola compagnia aerea Air Livonia, utilizza questa aerostazione fornendo collegamenti aerei tra Kuressaare, Kihnu e Ruhnu. L'aeroporto è spesso impiegato anche da velivoli privati provenienti dalla vicina Scandinavia, e dagli altri Paesi della UE.
I passeggeri complessivi per l'anno 2010 transitati per l'aeroporto di Pärnu, sono stati 5.148.

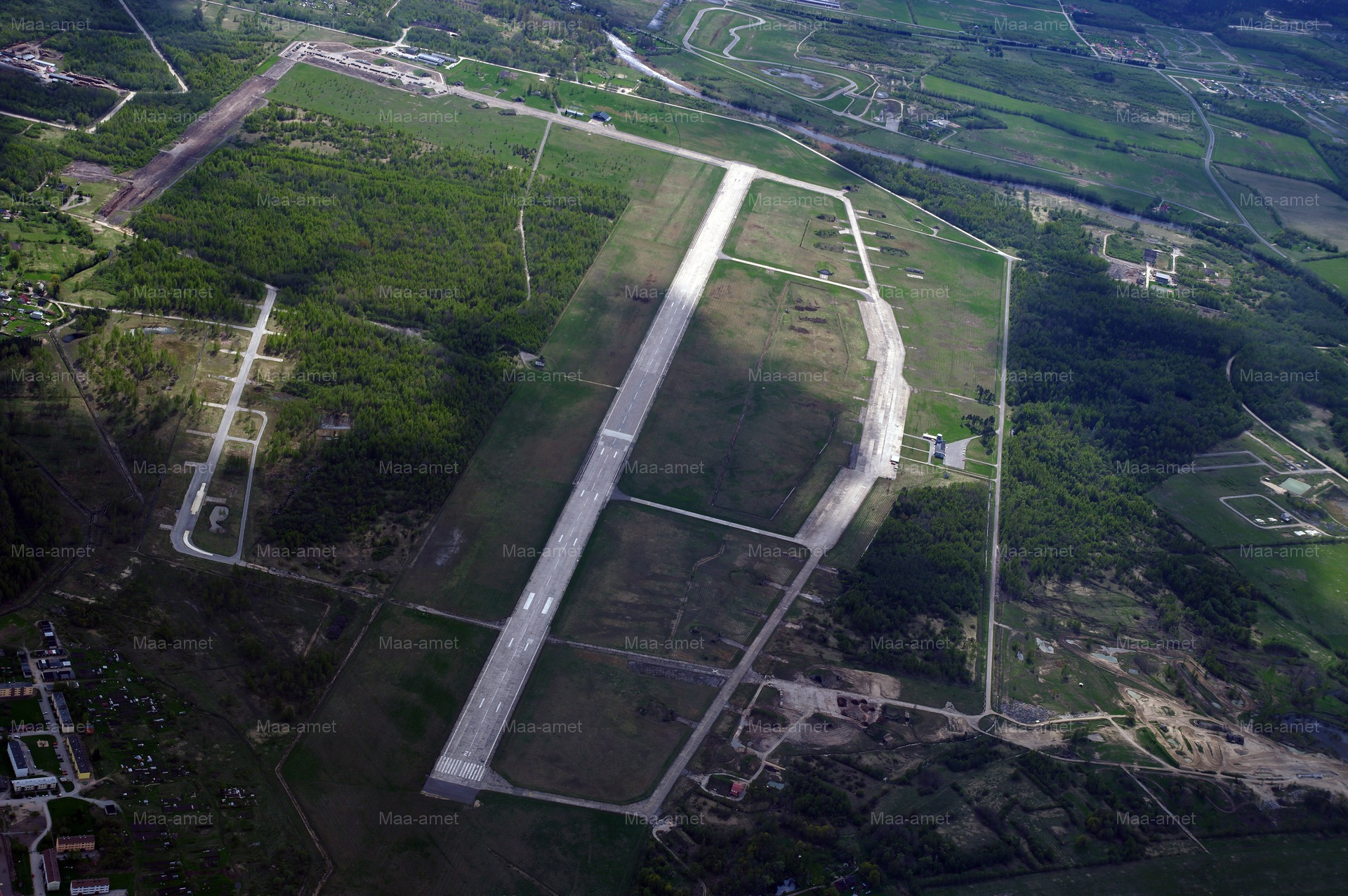
2009
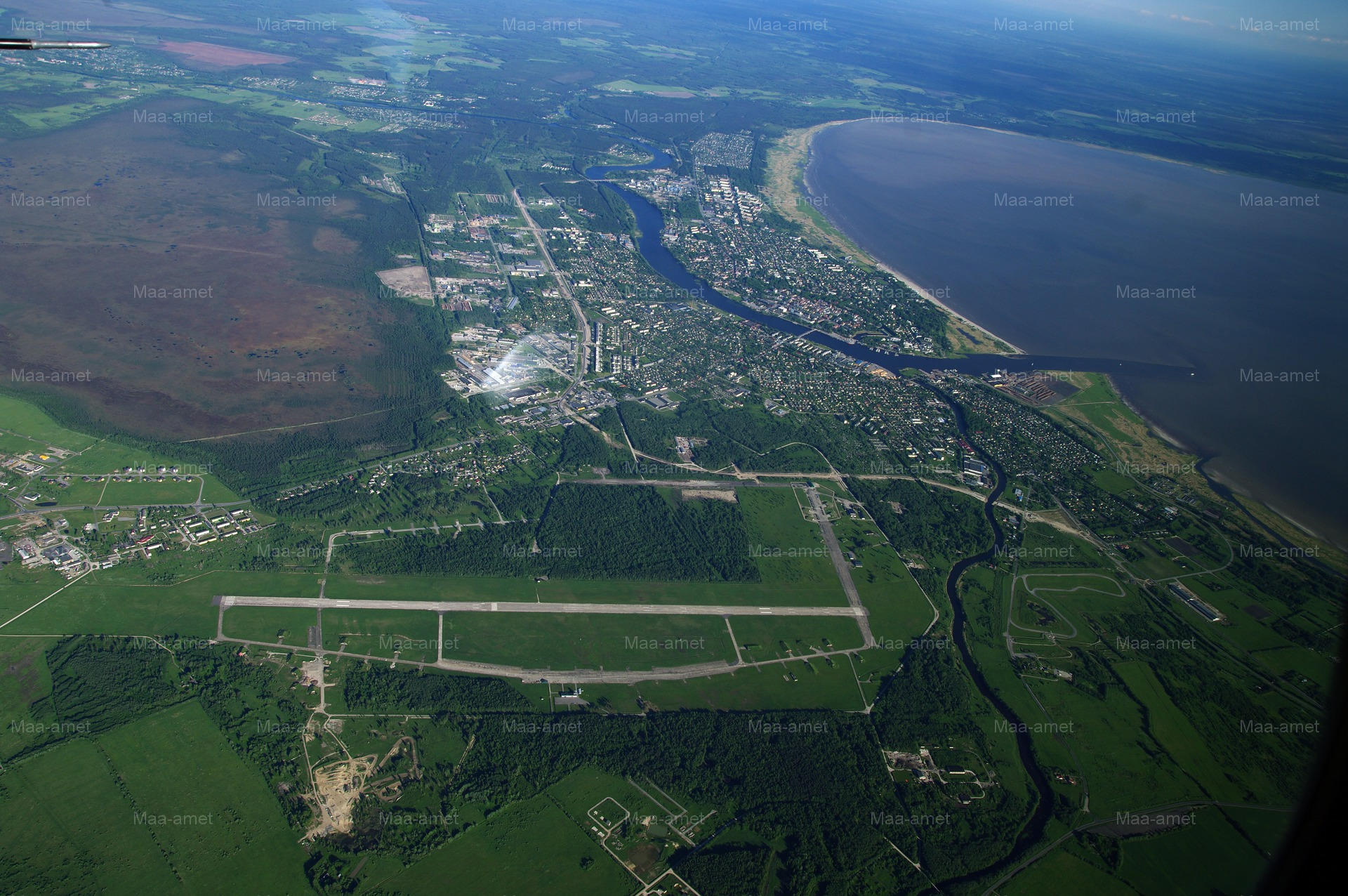
2010
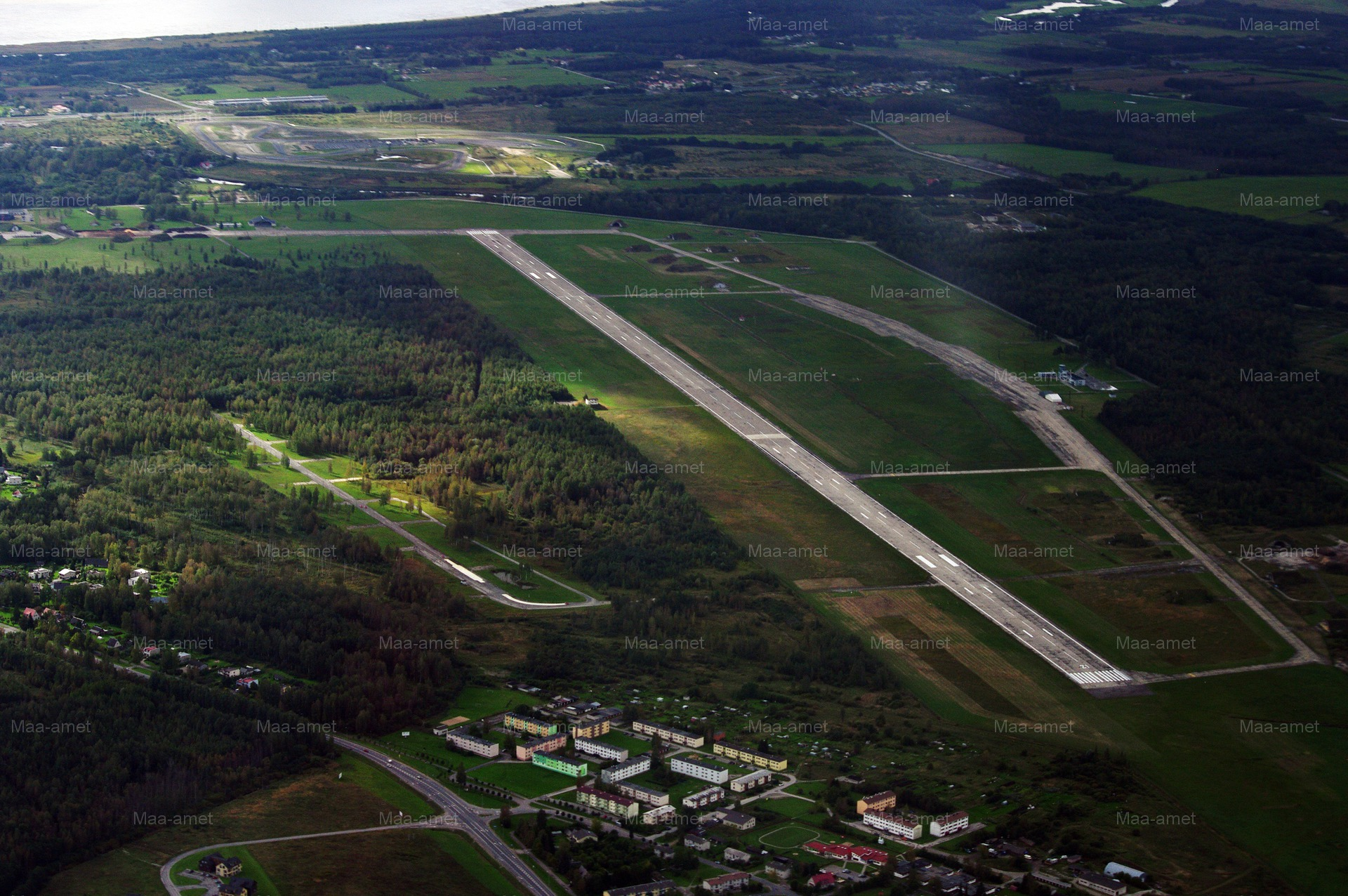
2012
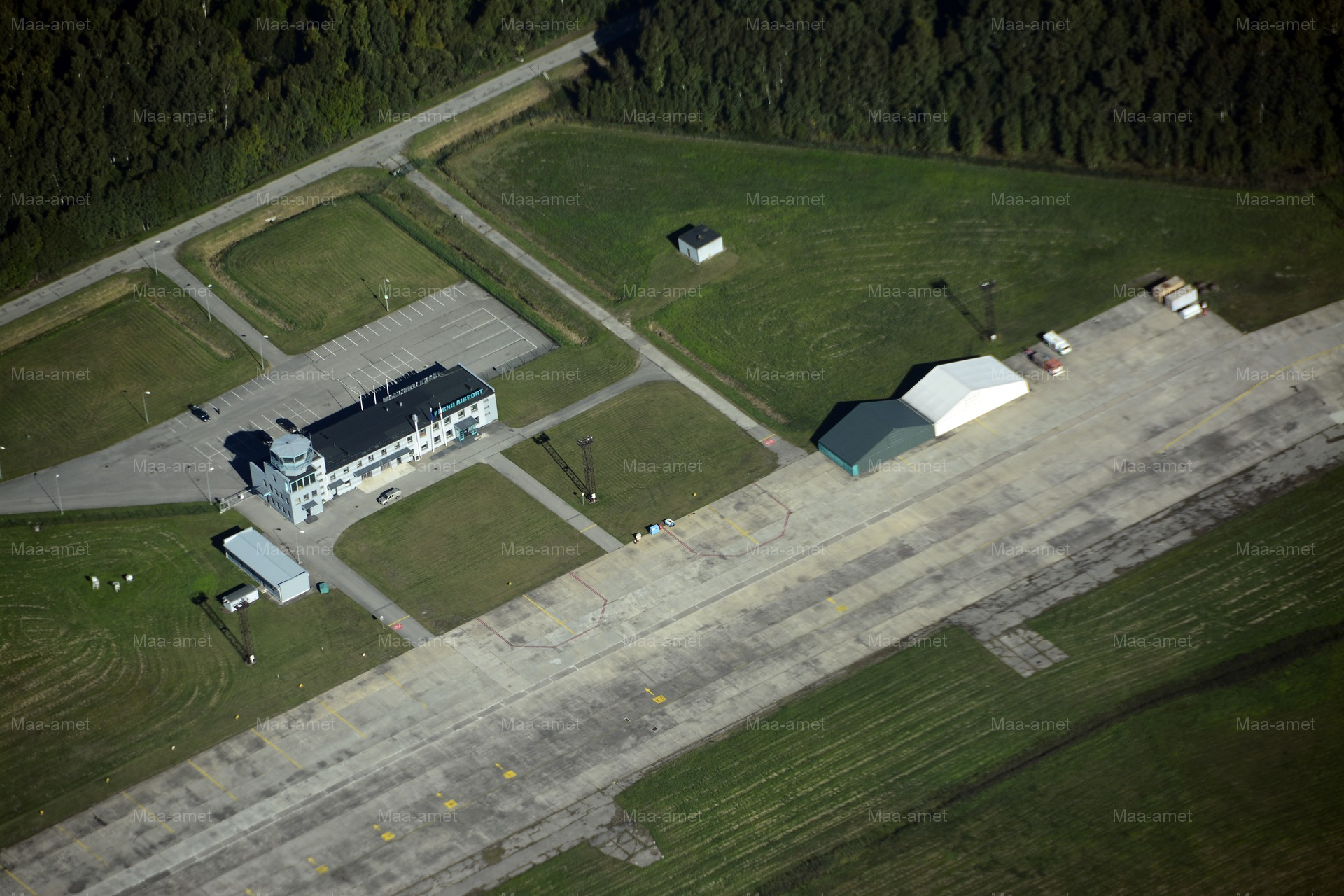
2013
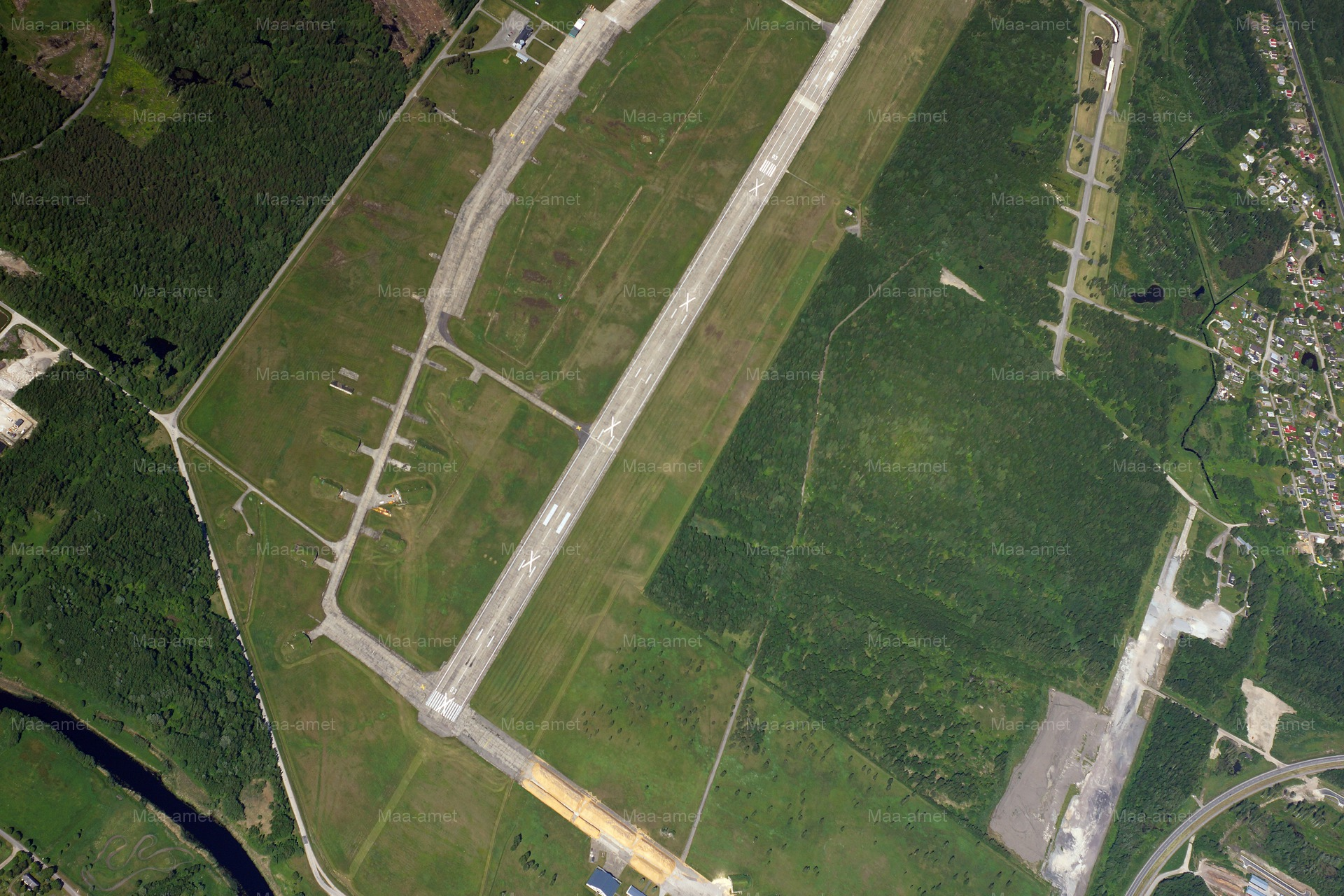
2015
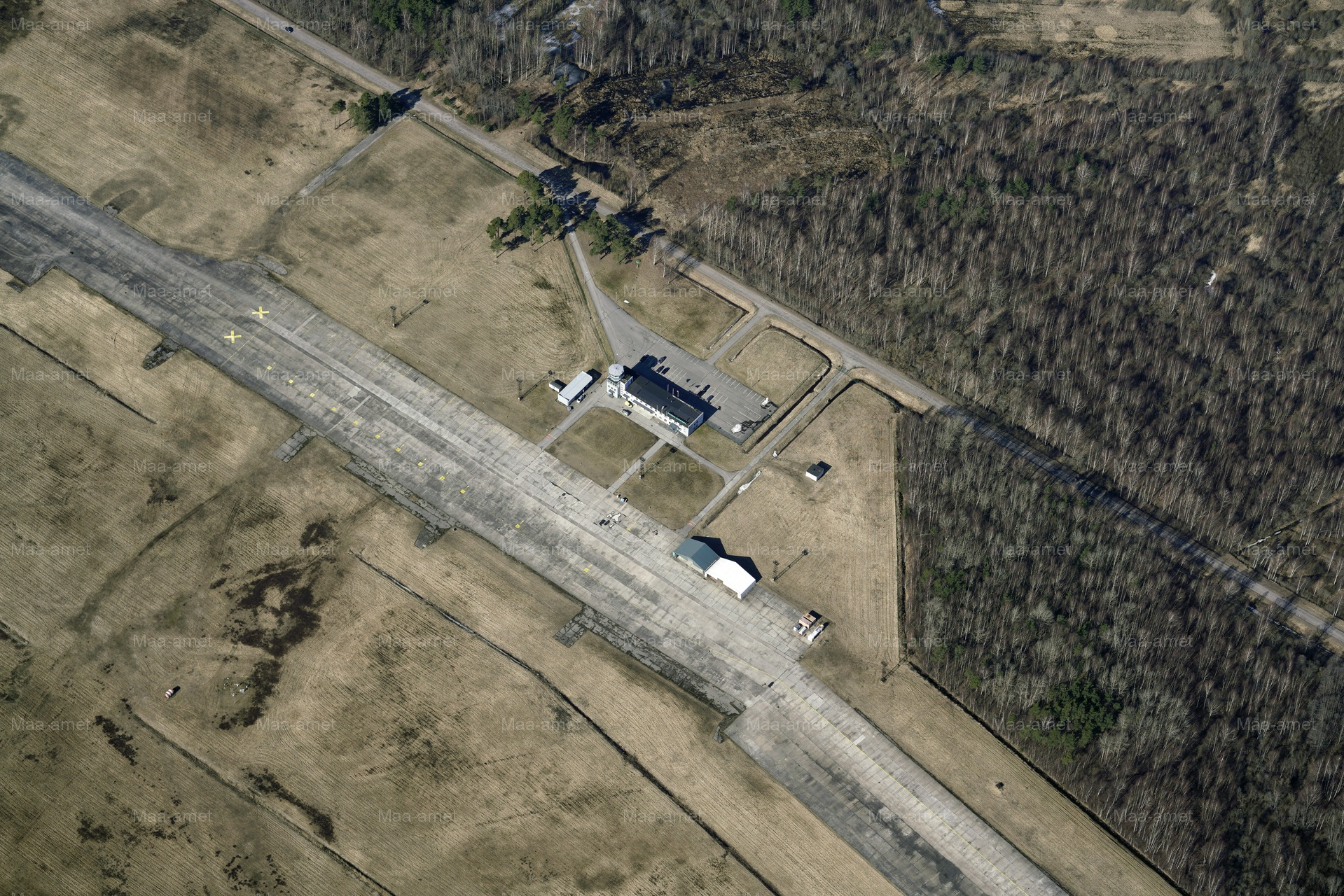
2018
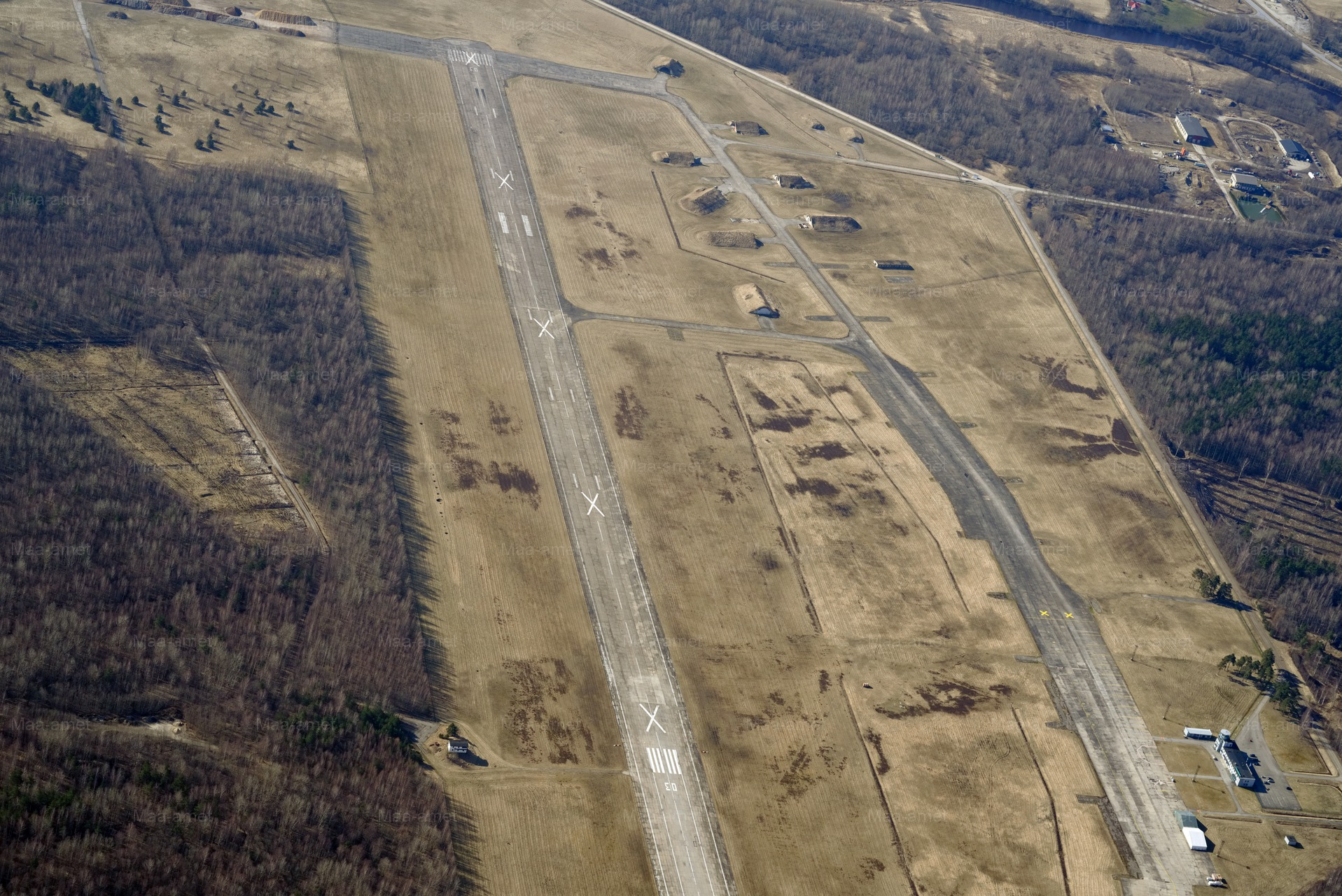
2020
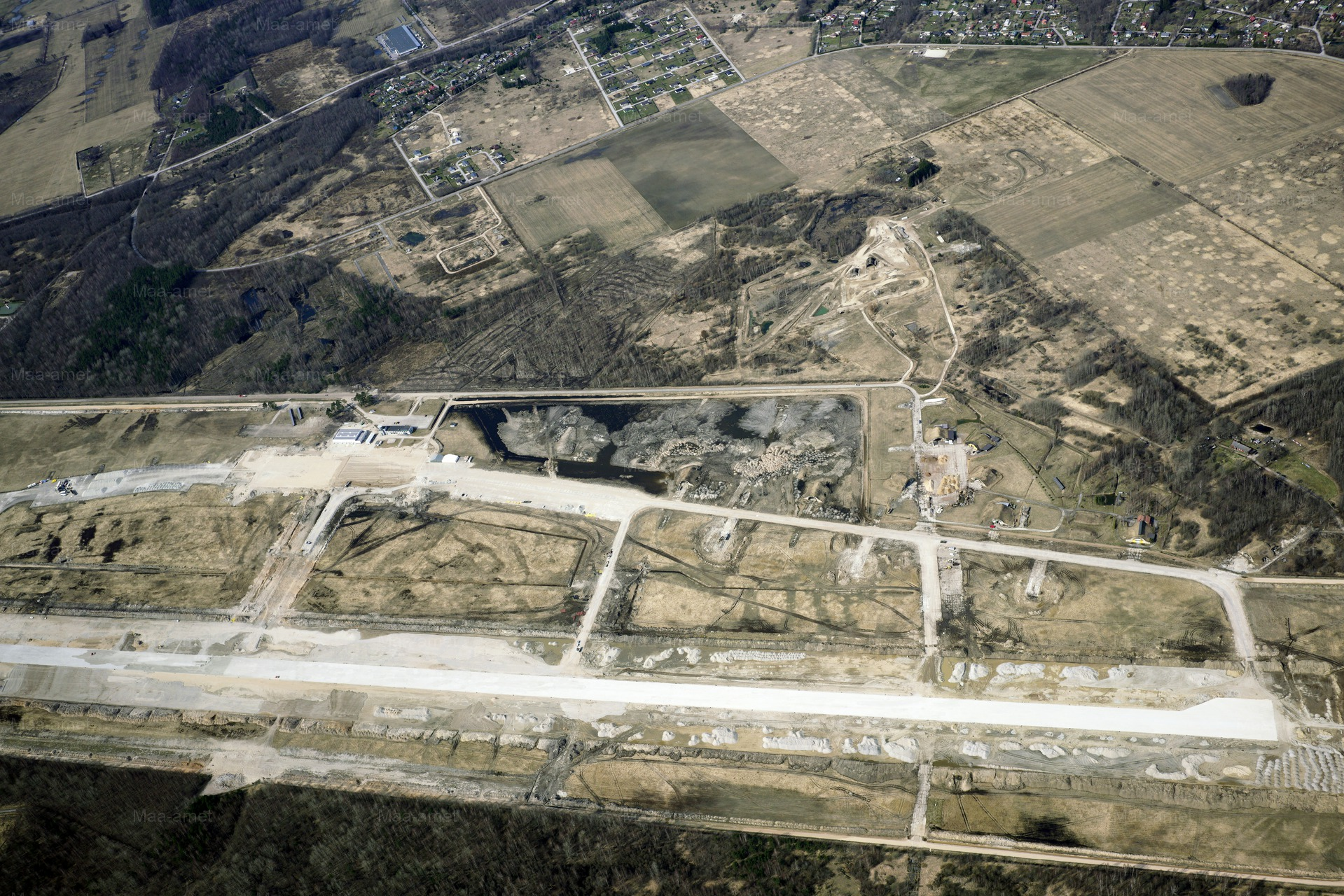
2021